# رشيد مصوبع
رَشيد بن حنا مُصَوْبع (? - بعد عام 1340 هـ/1921) هو شاعر لبناني عاش في مصر ثم عادرها إلى باريس في فرنسا ثم توفي بالدار البيضاء بالمغرب. يملك 304 قصائد تضم 2072 بيتًا.

## الدواوين
من دواوينه:
| الاسم                                                                   | دار النشر     | تاريخ النشر | المدينة | عدد الصفحات | الملاحظات                                                 | مصدر  |
| ----------------------------------------------------------------------- | ------------- | ----------- | ------- | ----------- | --------------------------------------------------------- | ----- |
| ديوان الرشيديات                                                         |               | 1900        |         | 64          |                                                           | [ 4 ] |
| الأثر                                                                   | مطبعة الهلال  | 1910        | القاهرة | 120         |                                                           | [ 5 ] |
| غضى النقا                                                               | ديوان النخبة  |             |         |             |                                                           |       |
| النخبة                                                                  | مطبعة السلام  | 1902        | القاهرة | 64          |                                                           | [ 6 ] |
| سحر البيان                                                              |               |             |         |             |                                                           |       |
| ديوان تذكار راغب وصبري                                                  | مطبعة الأخبار | 1906        |         | 104         | قدمه إلى إسماعيل راغب من أعيان مصر، والشاعر إسماعيل صبري. | [ 8 ] |
| إلى الزعيم الأبي و العاهل المغربي صحاب السعاده التهامي بن محمد المزواري |               |             |         | 13          |                                                           | [ 9 ] |

## الأسلوب
غلب على رشيد مصبوغ الاستخدام بحري: البسيط والطويل، وجاء معظمها في وصف باريس ومصر وعلاقته بهما. اتسم اسلوبه بالقوة وجزالة اللفظ وقوة التصوير، والصدق في التعبير، والدقة في الوصف. قال المختار السوسي عنه: «كان شعره سجية، ولا إلمام له بالقواعد، كان زري الهيئة خاملاً، يمدح كبار المغاربة ويضيع ما يجيزونه به بين الكاس والطاس.».